# 马赛回旋

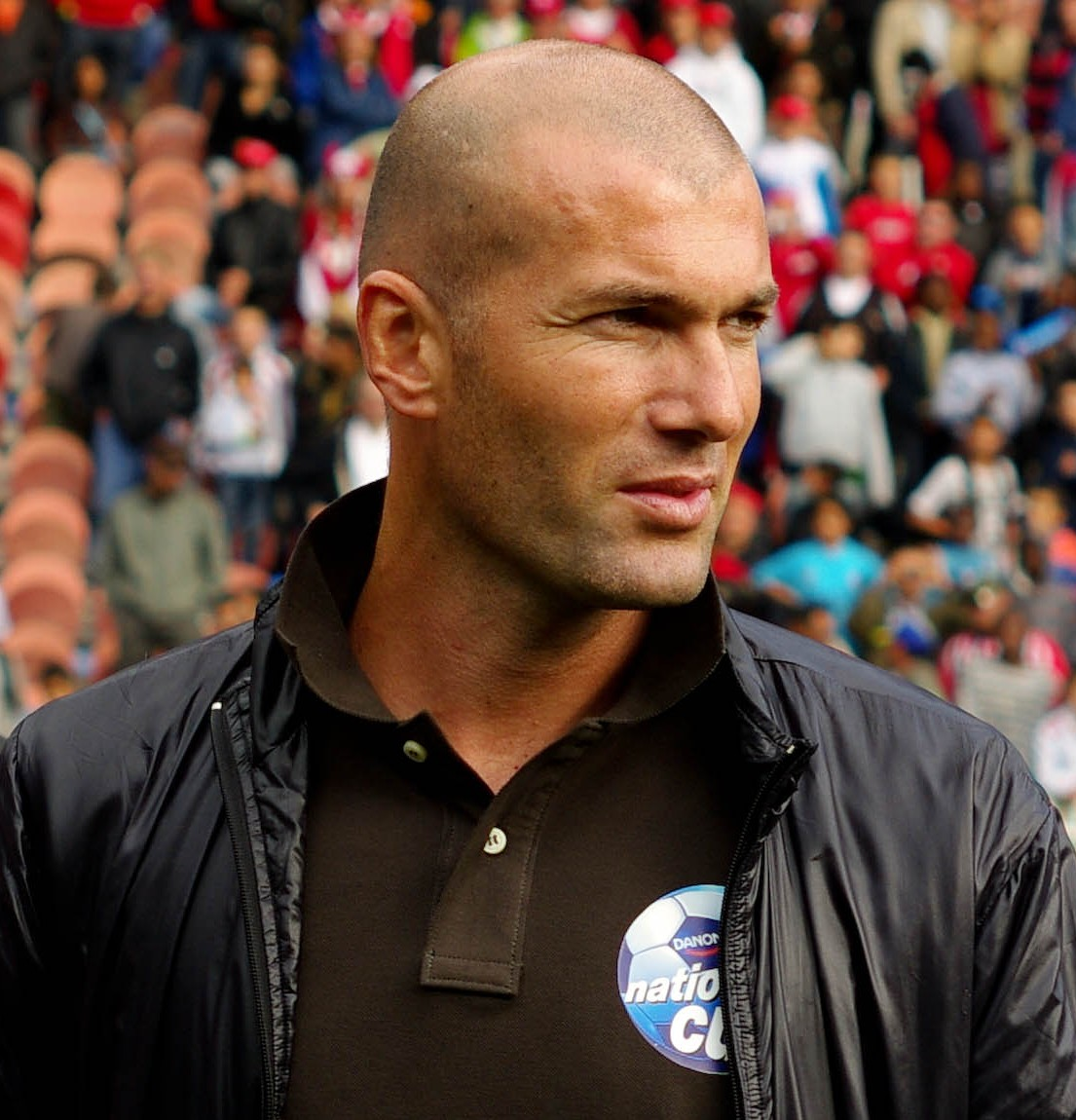
齐内丁·齐达内的演绎让这个动作成为他的标志

马赛回旋（英語：Marseille turn），又称“360过人”、“马拉多纳过人”、“马赛轮盘”、“轮盘过人”或“云霄飞车”，是一种足球比赛中进攻队员摆脱对方防守的带球过人技巧。由于许多著名球员曾在大赛中使用过这种极具观赏性的过人方法使之为人所知，最著名的使用者要数迭戈·马拉多纳和齐内丁·齐达内。

## 起源
严格来说，马赛回旋的发明人已经无法考证，虽然有资料称发明者可能是已故的阿森纳球员大衛·洛卡斯爾，但是这一切都难以考证。不过足以确定的是，是迭戈·马拉多纳及齐内丁·齐达内在比赛中的使用才使得这个动作在球员中普及开来。这个动作几乎成为了他们的标志之一，并且在他们的职业生涯中，二人都十分频繁且成功的使用了这个过人技术。而同样因为迭戈·马拉多纳的使用，许多足球评论员才注意到这个技术动作的观赏性。而这个动作也被不少人用他的名字命名为“马拉多纳回旋”，并且在不少足球游戏中，“马拉多纳回旋”往往会成为这个动作的正式名称。不过，该动作在齐内丁·齐达内的演绎下同现代足球的激烈对抗完美结合起来，最终使得这个动作世界闻名，由于齐达内出生于法国马赛，这个动作也被冠以“马赛回旋”的称号。

## 动作
马赛回旋这个动作可以分解为四个基础的步骤，完成全部动作后带球队员可以突破防守队员将球横带，侧带，前带或者直接传出以让本方继续进攻。
 动作分解中，以带球进攻方向为“前”和“球前”方向。

### 步骤一
首先球员带球向前，决定使用动作时将持球脚放在球上。

### 步骤二
在持球脚放在球上后（可以选择将球停住）将脚移开，同时通过跳跃动作将持球脚移至球前（持球脚移开足球时可以选择停球或者拉球让球继续滚动避开防守队员的上抢），而此时，非持球脚置于球后，两只脚侧后向放置。

### 步骤三
将非持球脚置于球上。

### 步骤四
使用置于球上的脚向侧向或身后拉球突破防守队员，继续带球，传球或直接射门。

## 使用与效果
当在对方球员从持球者正面或持球脚方向接近球员时使用马赛回旋动作时较为有实战意义的。在带球前进时，如果决定使用马赛回旋动作，那么可以选择先向突破方向的相反方向移动，这样就可以为进攻队员在转身突破时拉开空挡。第一次使用持球脚将球拉走可以避开防守队员的上抢，而在转身后，持球队员的身体就挡在了对方球员与球之间，这让防守队员难以进行上抢。在球员在完成拉球和再次转身的动作后，持球者就同球在同一个方向上一起运动，这个时候，进攻球员就可以靠速度甩开防守队员继续前进或者直接射门。
当整个动作完成的够快的话，防守球员很难去对在这个动作中被突然改变球向的足球进行防守及反抢。防守队员可以做的基本就是在持球队员带球时对他进行合理冲撞和推搡使其失去平衡丧失对球的控制，当然这种情况下犯规也是在所难免的。马拉多纳和齐达内在这个动作上之所以有极高的成功率，他们的体重是不容忽视的，两人可观的体重都可以保证他们在进行动作之时很好的保持身体的平衡。
当然，当球离进攻球员较远时使用马赛回旋也是很有实战作用的。进攻球员可以通过第一步的停球或拉球动作控制住球不让其滚出场外或脱离控制，在通过转身出球继续带球进攻。例如在2003年3月8日英足总杯的比赛中，阿森纳前锋蒂埃里·亨利在锋线接到后场传球时没有停好球导致离球较远，此时亨利成功的使用了回转动作，在第一时间控制住了球并直接转身突破了切尔西守门员卡洛·库迪奇尼的封堵将球打入空门。